# Федерален център за техническо образование „Селсу Суков да Фонсека“
Федералният център за техническо образование „Селсу Суков да Фонсека“ (на португалски: Centro Federal de Educação Tecnológica Celso Suckow da Fonseca) е висше училище в Рио де Жанейро, Бразилия. Към 2018 година в него се обучават около 17 хиляди студенти и докторанти.
Основано е през 1917 година, а през 1919 година е подчинено на федералното правителство на Бразилия, по-късно става част от мрежа подобни федерални технически училища във всеки щат на страната. Училището е ориентирано основно към инженерни специалности в областта на машинното инженерство, информационните технологии, електротехниката, далекосъобщенията, металургията и нефтохимията.